# Aleiphaquilon plaumanni
Aleiphaquilon plaumanni là một loài bọ cánh cứng trong họ Cerambycidae.